# Зурінський Шамардан
Зурі́нський Шамарда́н (рос. Зуринский Шамардан) — присілок в Ігринському районі Удмуртії, Росія.

## Населення
Населення — 54 особи (2010; 52 в 2002).
Національний склад станом на 2002 рік:
- удмурти — 79 %

## Урбаноніми[3]
- вулиці — Центральна